# (1164) Kobolda
(1164) Kobolda est un astéroïde de la ceinture principale découvert le 19 mars 1930 par l'astronome allemand Karl Wilhelm Reinmuth. Le lieu de découverte est Heidelberg (024). Sa désignation provisoire était 1930 FB et il est définitivement nommé en l'honneur de l'astronome allemand Hermann Kobold.